# Safiye Sultan
Safiye Sultan (n. 1550, Dukagjin⁠(d), Albania – d. 10 noiembrie 1618, Constantinopol, Imperiul Otoman) a fost soția sultanului Murad al III-lea, mama sultanului Mehmed al III-lea și bunica sultanilor Ahmed I și Mustafa I.

## Origini
Identitatea Sultanei Safiye a fost adesea confundată cu cea a soacrei sale, venețiana  Nurbanu, ceea ce a făcut pe unii să creadă că Safiye a fost, de asemenea, de origine venețiană. Cu toate acestea, Safiye a fost de origine albaneză, născută în ținuturile muntoase Dukagjin⁠(<span title="Dukagjin highlands|ținuturile muntoase Dukagjin la Wikidata">d).
În 1563, la vârsta de 13 ani, ea a fost prezentat ca sclavă viitorului Murad al III-lea prin Mihrimah Sultan, fiica sultanului Suleiman Magnificul și a sultanei Hürrem. Primind numele Safiye („cea pură”), ea a devenit o concubină a lui Murad (atunci fiul cel mare al sultanului Selim al II-lea). La 26 mai 1566, ea a dat naștere fiului lui Murad, viitorul Mehmed al III-lea, în același an, când Soliman Magnificul a murit.

## Haseki Sultan

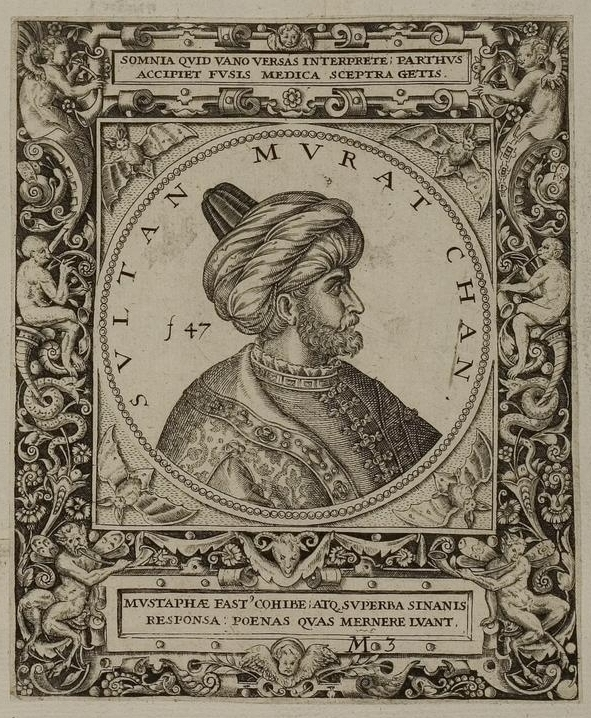
Soțul sultanei Safiyae, sultanul Murad al III-lea.

Safiye a fost doar o concubină a lui Murad înainte de a se urca pe tron și a continuat să aibă o relație monogamă cu ea de mai mulți ani. La insistențele mamei sale Nurbanu Sultan, preocupată de continuitatea dinastică a prezenței unui singur fiu, după 18 ani de monogamie Murad al III-lea a început să frecventeze alte concubine cu rezultate clare, se pare că în cele din urmă a avut 102 copii și că la moartea sa, la 47 de ani, a lăsat urmași 20 de băieți și 27 de fete.
Safiye și-a păstrat demnitatea și nu a arătat nici o gelozie față de concubinele lui Murad. Descrisă ca o femeie frumoasă, dar mai presus de toate inteligentă și înțeleaptă, câștigând recunoștința sultanului, ea a exercitat o influență constantă asupra lui, mai ales după moartea mamei sultanului. În ultimii ani ai lui Murad, Safiye a rămas unicul său tovarăș. Cu toate acestea, este puțin probabil ca Safiye să fi devenit soția lui Murad, deși istoricul otoman Mustafa Ali se referă la ea ca atare, este totuși contrazis de rapoartele ambasadorilor venețieni și britanici.
Au avut copiii:
- Mehmed al III-lea (26 mai 1566-22 decembrie 1603);
- Șehzade Sultan Mahmud (1568-1581);
- Ayșe Sultan (1570-15 mai 1605), s-a căsătorit în primul rând cu Ibrahim Pașa, a doua căsătorie cu Yemisci Hasan Pașa și cu Mahmud Pașa Guzelce a avut a treia nuntă;
- Fatma Sultan (1577-1620), s-a căsătorit prima dată cu Halil Pașa și a doua căsătorie cu Hızır Pașa.
- Fahriye Sultan (1580-1640), căsătorită în prima căsătorie cu Ahmed Pașa și în a doua căsătorie cu Bayram Pașa.